# Retroactive Abortion
Retroactive Abortion - debiutancki album zespołu Venomous Concept wydany przez Ipecac Recordings w 2004 roku.

## Lista utworów
1. "Weirdo" - 02:01
2. "Oink!" - 01:04
3. "Rhetoric" - 02:30
4. "I Said It Before" - 01:51
5. "Freakbird" - 01:29
6. "Infest" - 00:36
7. "Life's Fine" - 01:54
8. "Idiot Parade" - 02:31
9. "Hard on" - 02:00
10. "Group Hug" - 01:33
11. "Anti-Social" - 01:12
12. "Run Around" - 01:25
13. "Smash" - 01:41
14. "Monkey See Monkey Beat" - 01:10
15. "Total Recall" - 01:54
16. "Brain Crash" - 02:12

## Twórcy
- Kevin Sharp - wokal
- Buzz Osborne - gitara elektryczna
- Shane Embury - gitara basowa
- Danny Herrera - perkusja